# Aurelio Roverella
Aurelio kardinal Roverella, italijanski rimskokatoliški duhovnik, škof in kardinal, * 21. avgust 1748, Cesena, Papeška država, † 6. september 1812, Bourbonne-les-Bains, Francija.

## Življenjepis
21. februarja 1794 je bil povzdignjen v kardinala in imenovan za kardinal-duhovnika Ss. Giovanni e Paolo.
27. marca 1809 je bil imenovan za kardinal-škofa Palestrine in aprila istega leta je prejel škofovsko posvečenje.